# Via Veientana

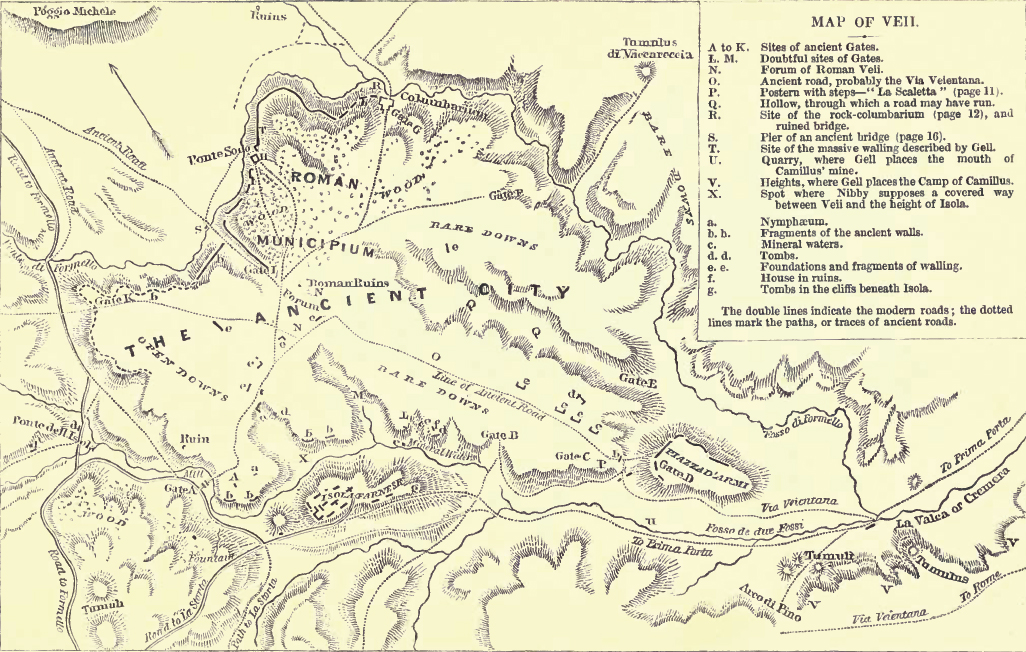
Carte ancienne de Veio où figure la Via Veientana.

La via Veientana (ou Vejentana ) était une route étrusque qui menait de l'ancienne ville de Véies au Tibre.

## Histoire
L'histoire de la via Veientana se confond avec la guerre qui au IVe siècle av. J.-C. oppose la ville naissante de Rome au plus important lucumon étrusque de l'ager romanus : Véies. La route partait de la cité étrusque et rejoignait le Tibre à l'actuel au Pont Milvius. La route (maintenant partie intégrante de la ville de Rome) suit le tracé des routes consulaires Cassia (qui anticipe l'ensemble de l'itinéraire jusqu'à la tomba di Nerone avant la construction de la Cassia en 171 av. J.-C.), Clodia et Flaminia.

## Itinéraire
Il n'y a pas de traces particulièrement évidentes de la Veientana, à l'exception de quelques étendues de pavage, probablement déjà présentes dans la phase romaine, entre la zona de Grottarossa et celle de La Giustiniana dans le quadrant nord de Rome,. Certains historiens et topographes l'identifient comme un nom alternatif de la via Amerina et d'autres comme un tronçon de la via Flaminia.
Le premier tronçon, à partir du pont Milvio,  de l'ancienne via Veientana-Cassia, suit le tracé de la colline en passant par le Fosso connu sous le nom Acqua Traversa jusqu'au Fosso del Fontaniletto, puis continue jusqu'à l'affluent du Tibre, la Cremera, lieu d'une célèbre bataille entre les Romains et les veienties en 477 av. J.-C. Jusqu'au XIXe siècle, son existence n'était pas mise en doute, déjà mentionné dans le Thesaurus antiquitatum et historiarum Italiae de 1723 :
« prisca via cognomento Vejentana à Cassia deductar, ut signatur in Tabula Peutingeriana » (« Ancienne route connue sous le nom de Vejentana a Cassia deductar, comme l'indique le Tabula Peutingeriana »)
L'une des rares cartes des routes consulaires qui comporte le nom de via Veientana, est celle de Giovan Battista Cingolani, Topografia geometrica dell'Agro Romano, datant de 1692. Le tracé de l'ancienne route est bien visible sur cette carte du XVIIe siècle : c'est un diverticule de la via Cassia qui passe au-dessus du Fosso del Fontaniletto, se divisant à la hauteur de la Via di Grottarossa moderne, appelée sur la carte : Viatrium ad Flaminiam (aujourd'hui nous dirions Trivio), qui relie la Cassia et la Veientana à la Via Flaminia. Aujourd'hui, le chemin du Viatrium peut être distingué dans le tronçon de la Via Grottarossa moderne qui descend la colline vers la Flaminia, longeant les anciennes grottes néolithiques, en passant par la zona de Rubrae, d'où la moderne Saxa Rubra, un nom plus tard déformé avec celui de Lubrae, d'où dérive le nom de l'actuel Labaro. Bien que la version sur l'origine du nom de cette zona soit encore majoritaire car elle fait référence au labarum rêvé par Constantin dans le camp d'où aurait commencé la bataille victorieuse du Pont Milvius, précisément sous l'emblème du labarum.
Au siècle suivant, dans une communication de l'archéologue Sir William Gell, intitulée Avanzi di Veji (Les restes de Vèies), les 12 milles romains qui couvraient la distance entre les deux villes sont décrits avec précision.
« Nous devons maintenant le suivre en bas de la crête jusqu'à ce qu'il rejoigne le ruisseau appelé Fosso dei Fossi avec la Cremera ou Formello, après que les eaux de la mare prennent le nom de Valca ou Varca, et que les vestiges de la via Vejentana sont encore visibles » (Sir Willam Dell, 1832)
En partant du côté du Pont Milvius, sur le côté gauche se dressait la villa de l'empereur Lucio Vero à Acqua Traversa (les vestiges de la villa de l'époque impériale sont visibles à l'intérieur de la Villa Manzoni, siège actuel de l'ambassade du Kazakhstan en Italie), construite alors que le nom de la via avait déjà été changé en via Cassia. Des sources anciennes rapportent que le tracé de la Via Veientana se séparait de la Cassia au mille V, dans la zone de la Tomba di Nerone. Aujourd'hui l'urbanisation de cette partie de la ville a fait disparaître le tracé originel de la route étrusque, cependant des fouilles récentes à la hauteur du sixième mille confirment le tracé. William Gell lui-même écrit :
« D'après les traces de la route que chaque nouvelle année tend à effacer, il semble que la via Vejentana bifurquât de la Cassia au tombeau communément appelé Néron, non loin du cinquième mille moderne »
D'autres hypothèses la font continuer vers le nord en passant par la zona d'Isola Farnese et la ville de Formello jusqu'à ce qu'elle atteigne les anciennes murailles de la ville étrusque dont il reste une grande zone archéologique. Les monuments les plus importants trouvés le long du parcours de cette route comportent quelques villas romaines réparties dans l'Agro Veientano, maintenant le parc régional de Véies, telles que la Villa di Campetti et la Villa di Ospedaletto Annunziata, ainsi que  la structure funéraire Sepolcro dei Veienti de la période du premier empire qui domine la rue près du parc Papacci à Grottarossa, et la Villa di Grottarossa qui surplombe la Via Flaminia.
Le long de son chemin, une nécropole étrusque appelée Volusia (du nom de la route où elle se trouve) a également été trouvée ; d'autres tombes étrusques entre la via di Quarto Annunziata et la zona de Labaro, suggèrent un réseau routier qui les relierait entre elles, qui dans l'article de 1692 s'appelle Viatrium ad Flaminiam.
William Gell a également émis l'hypothèse que la via Veientana passait par la ville de Véies pour aboutir à la lucumonie étrusque voisine de Sutri : 
« à la porte de Sutri, ou Galeria, il ne restait il y a  quelques années que le pavé de la route, qui était la continuation de la Via Vejentana » (Sir Willian Gell, 1832)
mais ces hypothèses restent difficiles à prouver.

## Nouvelles découvertes
A l'occasion de l'entretien de la Grande Raccordo Anulare (GRA), à la hauteur du ruisseau Crescenza, un mausolée et une section du pavage romain de l'ancienne via Veientana ont été découverts en 1962. Par la suite, en 2008, lors de la construction d'un pilier du viaduc du GRA sur la rivière Crescenza, d'autres découvertes archéologiques eurent lieu, dont entre autres : un mansio avec un sol en mosaïque noire et blanche avec des motifs marins et une nouvelle partie de la rue, qui après 1962 avait été laissée à l'abandon avec sa disparition ultérieure sous une couverture de mauvaises herbes. D'autres découvertes ont eu lieu en 2003 : la nécropole de la via d'Avack, le long de l'actuelle Via Veientana et, en 2020, la découverte d'un site archéologique remarquable près de la Via Venanzio Gabriotti, entre la Via Cassia et la via della Giustiniana. De nombreuses fouilles archéologiques préventives ont été menées en 2007, 2008 et 2012 le long de la via della Giustiniana et de la via Veientana, avec la réémergence de grandes étendues de pavage romain sous le niveau de la rue et diverses découvertes étrusques. Ces découvertes ont définitivement confirmé l'importance de la Veientana, contredisant les conclusions sur sa non-existence supposées par certains chercheurs dans les années 1990.

## Via Cassia-Vejentana moderne
Avec la disparition de l'ancienne route étrusco-romaine, le toponyme de Vejentana est utilisé pour désigner la SS 2 bis, une route rapide qui mène de la GRA à Viterbe. La construction de cette artère routière a fait l'objet de nombreuses controverses dans les années 1970, le président de la République de l'époque, Giovanni Leone, l'ayant fait construire pour son usage privé. Le scandale Cassia-Vejentana ou Cassia bis (comme on l'appelle plus communément) a conduit, avec d'autres scandales comme l'affaire Lockheed, à la démission du président Leone le 15 juin 1978, le seul cas à ce jour dans l'histoire de la République italienne.